# Sven Löfgren (läkare)
Sven Halvar Löfgren, född 1 mars 1910 i Varnums församling, död 16 juni 1978 i Stockholm, var svensk lungläkare. Han var bror till ingenjören Stig Löfgren.
Löfgren avlade medicine kandidat-examen 1931 och medicine licentiat-examen 1936 i Stockholm , där han disputerade 1946. Från 1936 tjänstgjorde han huvudsakligen på S:t Görans sjukhus i Stockholm där han blev överläkare på lungkliniken 1957. Han blev tidigt intresserade av den gåtfulla sjukdomen "morbus Schaumann" som numera kallas sarkoidos. I sin avhandling visade han att knölros som tidigare alltid inneburit tuberkulos, även förekom vid sarkoidos. I vad som kom att kallas "Lofgren´s syndrome" internationellt, beskrev Löfgren hur knölros, körtlar vid lungroten och utsläckt tuberkulinprov var symptom på en akut men ofta övergående form av sarkoidos. Han blev ett samlande namn vid symposier och kongresser och var 1958 med om att bilda Internationella sarkoidoskommittén. Sven Löfgren hedrades 1971 med professors namn för sina vetenskapliga  insatser.